# トリプチケースソイ寒天培地
トリプチケースソイ寒天培地（トリプチケースソイかんてんばいち、Trypticase soy agar）またはトリプトンソイ寒天培地（トリプトンソイかんてんばいち、tryptone soya agar：TSA)とは寒天培地の一種である。寒天の代わりにブイヨンで調整したトリプチケースソイブイヨン培地（Trypticase soy broth）またはトリプトンソイブイヨン培地（tryptone soya broth：TSB)がある。非選択性培地であり、広い範囲の種類の微生物を培養するのに用いられる。
TSAの材料には、アミノ酸といった窒素化合物の供給源としてカゼインおよび大豆粕の酵素的分解産物を用いる。炭素源にはグルコースを用いる。浸透圧の調節剤には塩化ナトリウムを、pHの緩衝剤にリン酸水素二カリウムを用いる。固形剤として寒天粉末を加える。
TSAは他の培地に改変することができる。例えば、血液寒天培地（BAP）は、脱繊維素したヒツジ血液をTSAに加えて調製される。BAPチョコレート寒天培地はBAPを基に調製される。TSAの処方例を下記に示す。
- 15 g トリプトン
- 5 g ソイトン – 大豆粕の酵素的分解産物。
- 5 g 塩化ナトリウム
- 15 g 寒天粉末